# Mount Weihaupt
Mount Weihaupt är ett berg i Antarktis. Det ligger i Östantarktis. Nya Zeeland gör anspråk på området. Toppen på Mount Weihaupt är 2 285 meter över havet, eller 439 meter över den omgivande terrängen. Bredden vid basen är 8,6 km.
Terrängen runt Mount Weihaupt är kuperad åt nordost, men åt sydväst är den platt. Trakten är obefolkad. Det finns inga samhällen i närheten. 